# Bagnaia
Bagnaia je občina pri mestu Viterbo v italijanski pokrajini Viterbo.
Bagnaia leži 78 km severno od Rima in 6 km vzhodno od centra Viterba. Leži ob vznožju vulkanskega Monti Cimini in je dobil ime zaradi termalnih vrelcev. Bagno v italijanščini pomeni kopel.
Leta 963 je bilo mesto prvič omenjeno kot Bangaria in je prišlo v 13. stoletju v posest škofa Viterba. Leta 1587 je dal škof zgraditi plavalni kompleks.
Leta 1928 je postal okraj v Viterbu.
Vas je sestavljena iz obzidanega srednjeveškega dela, ki stoji na griču - Città di Dentro in renesančnega dela - Città di fuori - južno od mestnega obzidja. Temu sledi leta 1477 zgrajena Villa Lante, po kateri je Bagnaia zelo znana.
Bagnaia ima postajo na železniški progi Roma-Viterbo Flaminio.

## Villa Lante
Prvo stavbo je leta 1477 zgradil kardinal Raffaele Riario. To je bil lovski dom za papeža Leona X.. Kardinal Giovanni Francesco Gàmbara je začel leta 1566 z adaptacijo vile pod nadzorom arhitekta Giacoma Barozzi da Vignole. Leta 1573 je bila zaključena igralnica. Drugo igralnico je zaključil kardinal Alessandro Peretti leta 1587. Ti dve igralnici predstavljata središče parka. Ippolito Lante leta 1656 spremenil stavbo in nekoliko tudi park. Freske v tako imenovanih Stanza della Caccia, v Gambarovem delu igralnice, pripisujejo Antoniu Tempesti.
Park je Vignola ustvaril v terasah na pobočju. Po pobočju navzdol vodijo stopnice in klančine. Ob vznožju hriba je vodnjak z bronastimi kipi, delo Taddeo Lantinija. Paviljoni, ki so razvrščeni pod poševnim kotom, predstavljajo celoten sklop in gledalcu se zdi, če gleda od zgoraj navzdol da se prostor med paviljoni zožuje in se kaže optično omejen.
Voda igra v parku pomembno vlogo: sistem vodnjakov in vodotokov se širi preko celotnega pobočja. Park je zgodnji primer simbioze naravne in kulturne krajine.

### Vrt
Ob vznožju hriba je formalni vrt. V središču kvadrata je vodnjak (Fontana del Quadrato) st krožnim bazenom v sredini. Štiri figure golih mladeničev so verjetno delo Taddea Lantinija.
Za stavbama igralnic je zvišan teren in na tem nivoju so osvetljen vodnjak in jame Venere in Neptuna. Pol stopnje višje se terasa razširi, in ima v sredini kamnito mizo (Miza kardinalov), ki ima v vzdolžni osi kanal napolnjen z vodo. Tukaj so lahko ohladili vino in sadje. 
Na pobočju se dviga ogromen vodnjak, ki napaja vodno verigo. Voda izvira iz ust raka (gambero) in teče preko kamnov, ki ležijo na poti navzdol po pobočju. Zgornja terasa je okrašena z osmerokotnim vodnjakom z delfinom z več prekrivajočimi lupinami. Na koncu sta dve loži v muzami.
Vrt pripoveduje zgodbo o izgubljenem raju, ki je ponovno odkrit. Začne se ob vznožju velikega hriba, kjer predstavlja daljno in preprosto preteklost, ko so ljudje živeli v naravi. Vrt se nato nadaljuje preko treh teras in se konča z zlato dobo kardinala, ki je vrt zgradil. Vesolje je tu zastopano v malem vrtu. Vrtovi so bili vedno v nekaterih pogledih analogija vesolja, kot je bilo to razumeti v ustreznem času. Vrt odraža visoko učinkovitost italijanske umetnosti in znanosti.